# António da Nóbrega de Sousa da Câmara
António da Nóbrega de Sousa da Câmara GOM (Lisboa, São Sebastião da Pedreira, 13 de Maio de 1954) é um cientista informático português.

## Família
Filho de Manuel Pereira de Sousa da Câmara e de sua mulher Beatriz do Canto de Faria e Maia da Câmara Velho Cabral.

## Biografia
Licenciado em Engenharia Civil, Mestre em Planeamento Regional e Urbano e Doutor em Engenharia Civil pelo Virginia Polytechnic Institute and State University, foi um dos fundadores da YDreams e é professor da Faculdade de Ciências e Tecnologia da Universidade Nova de Lisboa, onde fundou o Grupo de Análise e Sistemas Ambientais (GASA).
António Câmara distinguiu-se na área das ciências da informação.
A 17 de Janeiro de 2006 foi feito Grande-Oficial da Ordem do Mérito.

## Prémios
- Prémio Pessoa (2006), atribuído pelo jornal Expresso e pela empresa Unisys.

## Casamento e descendência
Casou em Lisboa a 5 de Julho de 1988 com Maria Margarida Pimentel Carvalho Guerra (Lisboa, 5 de Janeiro de 1963), Licenciada em Arquitetura, filha mais nova de João Alberto Amorim de Carvalho Guerra (1921 - Lisboa, 2 de Junho de 2003) e de sua mulher Maria do Carmo Cortez Pinto Pimentel (1920 - Lisboa, São Mamede, 20 de Dezembro de 2008), da qual tem dois filhos:
- Manuel Pimentel Guerra de Sousa da Câmara (19 de Dezembro de 1986)
- Luís Pimentel Guerra de Sousa da Câmara (21 de Julho de 1996)